# SUGAR SHACK
SUGAR SHACK（シュガーシャック）は、日本の男性R&Bアーティストによる音楽イベントプロジェクトのことである。

## 概要
Full Of Harmonyが発起人であり中心となり、男性R&Bに特化した音楽イベントの開催を目的に結成されたプロジェクトを「SUGAR SHACK」と命名、それに賛同結集したアーティストを「SUGAR SHACK FAMILY」と呼ぶ。通称名は「SUGAR SHACK」、発足時のレーベルは「SAVAGE」。結成は2008年。メンバーはFull Of HarmonyのほかにCIMBA、TSUYOSHI (歌手)、JAY'ED、LEO、三浦大知、LL BROTHERS、HI-D、真之介、Lugz&Jera（結成当時は、L&J）、MICHIYAの総勢11組。

## 来歴
2008年、第１回目となるイベントとして東京都渋谷区にある恵比寿LIQUIDROOM（リキッドルーム）で開催されたF.O.HのENERGYクラブツアーのファイナルと合同開催された。
2010年12月15日、「君がいるなら～White Love Song～/Full Of Harmony、LL BROTHERS、三浦大知、HI-D、LEO」を配信限定リリースを皮切りに5ヶ月連続配信。
2011年1月26日、「MORE SUGAR SHACK / TSUYOSHI, L&J, CIMBA, MICHIYA, 真之介」を配信限定リリース。8月3日、アルバム「SUGAR SHACK FACTORY」をリリースし、このアルバムには参加メンバー個々の楽曲のほかに「SUGAR SHACK FAMILY」の全メンバーによる「明日の太陽」も含まれている。
2015年11月27日、Digital Single「NEON SIGN」をリリースしたのをきっかけに活動を再開する。
その後の全国各地でのコンスタントな活動の中には岡山市で毎年開催されている大型音楽フェスMUSIC TRIBEにも2018年に出演を果たしており、2019年8月11日の同フェスにも2年連続出演を果たしている。

## ディスコグラフィー

### デジタルシングル
| 枚  | 発売日         | タイトル                        | 備考 |
| --- | -------------- | ------------------------------- | --- |
| 1st | 2010年12月15日 | 君がいるなら～White Love Song～ | Full Of Harmony,LL BROTHERS,三浦大知,HI-D, LEO                                                                                            |
| 2nd | 2011年01月26日 | MORE SUGAR SHACK                | TSUYOSHI, L&J,CIMBA,MICHIYA,真之介 |
| 3rd | 2011年02月23日 | Every Little Step               | RUNNING MAN (LL BROTHERS,Full Of Harmony,HI-D)                                                                                            |
| 4th | 2011年04月06日 | Lovesick～笑顔の裏で～          | LL BROTHERS |
| 5th | 2011年06月22日 | 明日の太陽                      | SUGAR SHACK ALL STARS(三浦大知, MIHIRO～マイロ～, Full Of Harmony, LL BROTHERS, JAY'ED, L&J, MICHIYA, 真之介, TSUYOSHI, CIMBA, HI-D, LEO) |
| 6th | 2015年11月27日 | NEON SIGN                       | Full Of Harmony,LL BROTHERS,LEO,HI-D,CIMBA,TSUYOSHI & Lugz&Jera                                                                           |